# Шуйское (Акмолинская область)
Шу́йское (каз. Шуйское) — село в Атбасарском районе Акмолинской области Казахстана. Административный центр Макеевского сельского округа. Код КАТО — 113841100.

## География
Село расположено на берегу реки Жыланды, в северной части района, на расстоянии примерно 30 километров (по прямой) к северу от административного центра района — города Атбасар.
Абсолютная высота — 310 метров над уровнем моря.
Климат холодно-умеренный, с хорошей влажностью. Среднегодовая температура воздуха положительная и составляет около +3,5°С. Среднемесячная температура воздуха в июле достигает +19,9°С. Среднемесячная температура января составляет около -15,0°С. Среднегодовое количество осадков составляет около 415 мм. Основная часть осадков выпадает в период с июня по август.
Ближайшие населённые пункты: село Макеевка — на севере, село Новосельское — на юге.
Западнее села проходит проселочная дорога «Чашке — Атбасар».

## Население
В 1989 году население села составляло 1389 человек (из них русские — 51 %).
В 1999 году население села составляло 971 человек (472 мужчины и 499 женщин). По данным переписи 2009 года, в селе проживало 749 человек (368 мужчин и 381 женщина).
| Численность населения | Численность населения | Численность населения |
| 1989                  | 1999                  | 2009                  |
| --------------------- | --------------------- | --------------------- |
| 1389                  | ↘971                  | ↘749                  |

## Улицы[6]
- ул. Бейбитшилик,
- ул. Довжика,
- ул. Достык,
- ул. им. Абая Кунанбаева,
- ул. им. Оразбека Куанышева,
- ул. Молодежная,
- ул. Набережная,
- ул. Сарыарка,
- ул. Стадионная,
- ул. Целинная.